# Земляна блішка

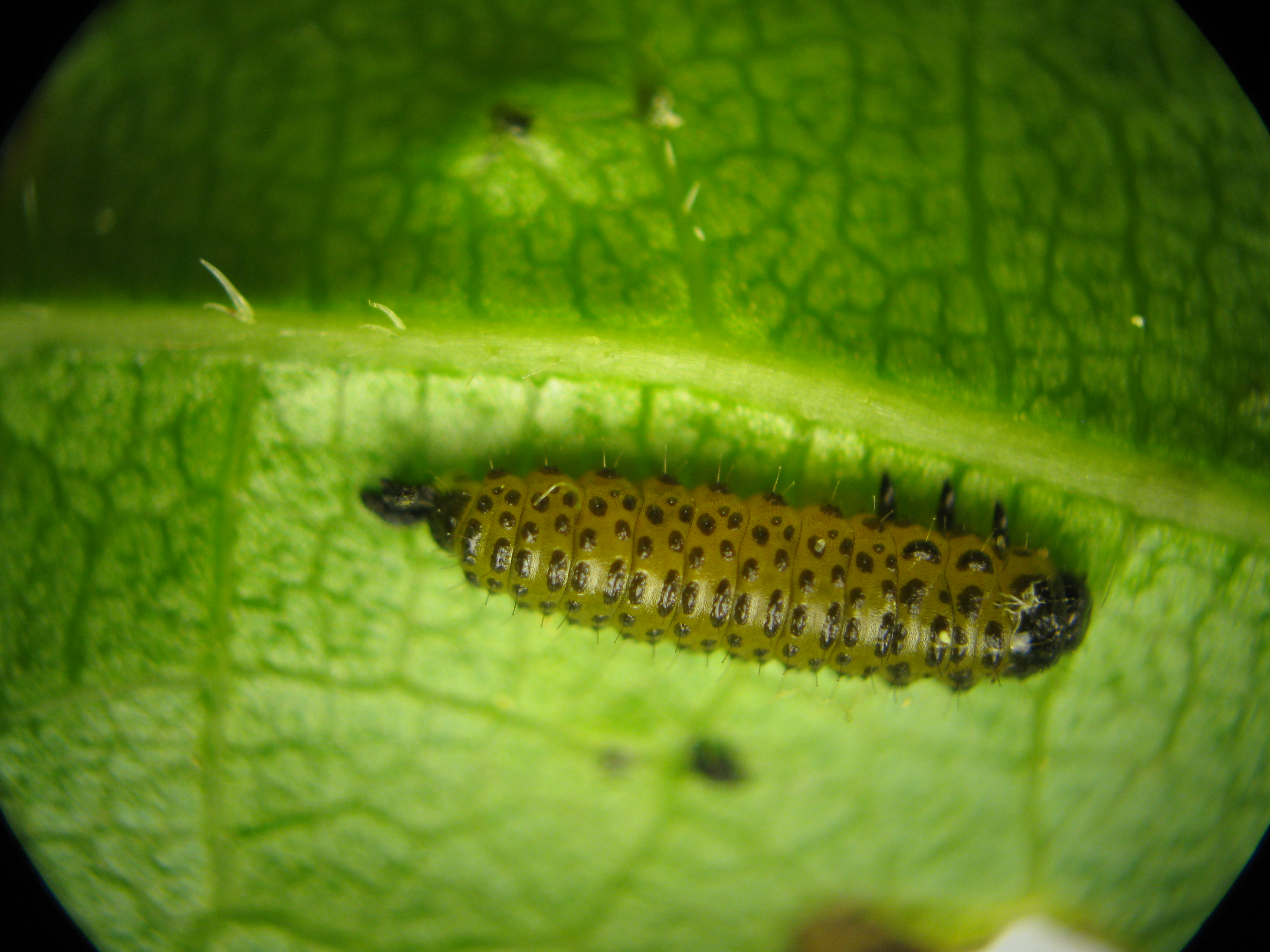
Altica sp. larva

Земляна блішка або альтика (Altica) — це великий рід із блошиних жуків у підсімействі галерукіна, з близько 300 видів, розподілений майже у всьому світі. Етимологія: з грецької ἁλτικός, Haltikós, «стрибун» або «стрибки». Рід найкраще представлений у Неотропічній царині, добре представленому в Близькій та Палеарктиці, але зустрічається також в Афротропній, Індомалаї та Австралії. Види схожі один на одного, дрібні металеві синьо-зелені жучки, які часто відрізняються один від одного лише едеагусом. Види Altica, як личинки, так і дорослих, є фітофагними, що живиться рослинним листям різних таксонів харчових рослин, специфічними для кожного виду Altica. Onagraceae та Rosaceae (в основному Rubus) є найбажанішими для голарктичних видів. Дорослі жучки альтики здатні стрибати при наближенні.

## Деякі види
- Altica aenescens Weise, 1888
- Altica aeruginosa(інші мови) J. L. LeConte, 1859
- Altica ambiens(інші мови) J. L. LeConte, 1859
- Altica amoena(інші мови) Horn, 1889
- Altica ampelophaga Guérin-Méneville-Méneville, 1858
- Altica betulae(інші мови) Schaeffer, 1924
- Altica bicarinata Kutschera, 1860
- Altica bimarginata(інші мови) Say, 1824
- Altica blanchardi(інші мови) Fall, 1920
- Altica brevicollis Foudras, 1860
- Altica brisleyi(інші мови) Gentner, 1928
- Altica browni(інші мови) Mohamedsaid, 1984
- Altica californica(інші мови) (Mannerheim, 1843)
- Altica canadensis(інші мови) Gentner, 1926
- Altica carduorum (Guérin-Méneville, 1858)
- Altica carinata Germar, 1824
- Altica caurina Blake, 1936
- Altica chalybea Illiger, 1807
- Altica cirsicola Ohno, 1960
- Altica convicta Fall, 1910
- Altica corni Woods, 1918
- Altica cuprascens Blatchley, 1910
- Altica cupreola Fall, 1926
- Altica elongatula Csiki in Heikertinger and Csiki, 1939
- Altica ericeti (Allard, 1859)
- Altica floridana Horn, 1889
- Altica foliaceae J. L. LeConte, 1858
- Altica fragariae Nakane, 1955
- Altica fuscoaenea (F. E. Melsheimer, 1847)
- Altica gloriosa Blatchley, 1921
- Altica guatemalensis Jacoby, 1884
- Altica heucherae Fall, 1920
- Altica humboldtensis Fall, 1922
- Altica ignita Illiger, 1807
- Altica inaerata J. L. LeConte, 1860
- Altica kalmiae (F. E. Melsheimer, 1847)
- Altica knabii Blatchley, 1910
- Altica lazulina J. L. LeConte, 1857
- Altica liebecki Schaeffer, 1924
- Altica litigata Fall, 1910
- Altica ludoviciana (Fall, 1910)
- Altica lythri Aubé, 1843
- Altica marevagans(інші мови) Horn, 1889
- Altica nancyae(інші мови) Stirret, 1933
- Altica napensis(інші мови) Blake, 1936
- Altica nigrina(інші мови) Csiki in Heikertinger and Csiki, 1939
- Altica nipponica Ohno, 1960
- Altica obliterata(інші мови) J. L. LeConte, 1859
- Altica obolina(інші мови) J. L. LeConte, 1857
- Altica oleracea(інші мови) (Linnaeus, 1758)
- Altica olivieriana(інші мови) Warchalowski, 2000
- Altica opulenta(інші мови) Horn, 1889
- Altica oregonensis(інші мови) Schaeffer, 1932
- Altica ovulata Fall, 1910
- Altica palustris Weise, 1888
- Altica pedipallida LeSage, 2008
- Altica pontica (Ogloblin, 1925)
- Altica prasina J. L. LeConte, 1857
- Altica pretiosa Schaeffer, 1932
- Altica probata Fall, 1910
- Altica purpurea Fall, 1920
- Altica quercetorum Foudras, 1860
- Altica ribis Brown, 1946
- Altica rosae Woods, 1918
- Altica schwarzi Blatchley, 1914
- Altica subcostata LeSage, 1990
- Altica subopaca Schaeffer, 1932
- Altica subplicata J. L. LeConte, 1859
- Altica suspecta Fall, 1910
- Altica sylvia Malloch, 1919
- Altica tamaricis Schrank, 1785
- Altica testacea Fall, 1910
- Altica texana Schaeffer, 1906
- Altica tincta J. L. LeConte, 1859
- Altica tombacina Mannerheim, 1853
- Altica torquata J. L. LeConte, 1858
- Altica ulmi Woods, 1918
- Altica vaccinia Blatchley, 1916
- Altica vialis Fall, 1920
- Altica viatica Blatchley, 1921
- Altica vicaria Horn, 1889
- Altica viridicyanea (Baly, 1874)
- Altica vitiosa Blatchley, 1928
- Altica woodsi Isely, 1920